# Album des Jahres
Album des Jahres ist das neunte Studioalbums des deutsch-polnischen Rocksängers Thomas Godoj. 

## Entstehung
Album des Jahres wurde am 3. November 2023 von Godojs Label Tomzillamusik in Kooperation mit F.A.M.E Recordings veröffentlicht und ist seit 2014 das fünfte Studioalbum, das per Crowdfunding finanziert wurde und das erste, wofür das Crowdfunding über die eigene Website stattfand. 
Wie schon 2014, 2016, 2018 und 2020 wird auch dieses Album per Crowdfunding finanziert, bei diesem jedoch erstmals über Shopify. Die Kampagne startete am 4. Februar 2023 und das Fundingziel lag wie zuvor auch wieder bei 55.000 Euro. Das Ziel wurde noch am selben Tag erreicht. Am Ende der Finanzierungsphase, am 6. Mai 2023, waren über 110.000 Euro zusammengekommen. Da die Tour zum Album schon einen Tag vor Album-Veröffentlichung, am 2. November 2023, in Hannover beginnen soll, kann aus zeitlichen und produktionstechnischen Gründen keine Release-Party stattfinden. Als kleiner Trost wird aber nach dem Abschlusskonzert am 28. Dezember 2023 in Bochum eine Aftershowparty veranstaltet, für die man auf Godojs Homepage Tickets erwerben kann, mit der man einen Live-Mitschnitt des Konzerts in Bochum finanziert.

## Titelliste
| Nr.          | Titel                             | Text                                      | Musik                                     | Länge |
| ------------ | --------------------------------- | ----------------------------------------- | ----------------------------------------- | ----- |
| 1.           | Mein Ziel                         | Thomas Godoj, Julia Scheibeck             | Thomas Godoj, René Lipps, Julia Scheibeck | 7:52  |
| 2.           | Brücken bauen                     | Thomas Godoj, René Lipps, Julia Scheibeck | Thomas Godoj, René Lipps, Julia Scheibeck | 3:38  |
| 3.           | Tabula rasa                       | Thomas Godoj, Julia Scheibeck             | René Lipps                                | 2:58  |
| 4.           | Wahres Gesicht                    | Thomas Godoj, Julia Scheibeck             | Thomas Godoj, René Lipps, Julia Scheibeck | 4:33  |
| 5.           | Letzter Blick                     | Thomas Godoj, Julia Scheibeck             | Thomas Godoj, René Lipps, Julia Scheibeck | 3:46  |
| 6.           | Die anders sind                   | Thomas Godoj, Julia Scheibeck             | Thomas Godoj, René Lipps, Julia Scheibeck | 4:25  |
| 7.           | Endlos furchtlos                  | Thomas Godoj, Julia Scheibeck             | Thomas Godoj, René Lipps, Julia Scheibeck | 3:12  |
| 8.           | Zu Besuch                         | Thomas Godoj, René Lipps, Julia Scheibeck | René Lipps                                | 3:43  |
| 9.           | Unsterblich                       | Thomas Godoj, René Lipps, Julia Scheibeck | René Lipps                                | 5:07  |
| 10.          | Neuland (Bonustitel)              | Thomas Godoj, Julia Scheibeck             | Thomas Godoj, René Lipps, Julia Scheibeck | 3:47  |
| 11.          | Lichtjahre (Akustik) (Bonustitel) | Thomas Godoj, Julia Scheibeck             | Thomas Godoj, René Lipps                  | 3:50  |
| 12.          | Astronaut (Akustik) (Bonustitel)  | Julia Scheibeck                           | René Lipps                                | 4:16  |
| Gesamtlänge: | Gesamtlänge:                      | Gesamtlänge:                              | Gesamtlänge:                              | 51:06 |

## Tourneen
Auch zu diesem Album soll wieder eine Tour veranstaltet werden. Der erste Teil findet im Herbst und Winter 2023 statt, der zweite Teil im Frühjahr 2024. Neben den Stromkonzerten spielt Godoj erstmals nach 4 Jahren auch wieder eine Akustik-Tour.
| 13.10.2023 | Bad Harzburg   | Bündheimer Schloss |
| 14.10.2023 | Glauchau       | Stadttheater       |
| 12.01.2024 | Berlin         | Freiheit 15        |
| 19.01.2024 | Herrenberg     | Mauerwerk          |
| 20.01.2024 | Kaiserslautern | Irish House        |

| 02.11.2023 | Hannover   | Lux              |
| 03.11.2023 | Göttingen  | Exil             |
| 04.11.2023 | Köln       | Club Volta       |
| 16.11.2023 | Potsdam    | Lindenpark       |
| 17.11.2023 | Leipzig    | Moritzbastei     |
| 18.11.2023 | Dresden    | Puschkin         |
| 30.11.2023 | Frankfurt  | Das Bett         |
| 28.12.2023 | Bochum     | Bhf. Langendreer |
| 19.04.2024 | Lübeck     | Riders Café      |
| 20.04.2024 | Wunstorf   | Küsters Hof      |
| 03.05.2024 | Oberhausen | Kulttempel       |
| 04.05.2024 | Siegburg   | Kubana           |